# Negreiros e Chavão
Negreiros e Chavão (oficialmente: União das Freguesias de Negreiros e Chavão) é uma freguesia portuguesa do município de Barcelos, com 6,96 km² de área e 2203 habitantes (censo de 2021). A sua densidade populacional é 316,5 hab./km².

## História
Foi constituída em 2013, no âmbito de uma reforma administrativa nacional, pela agregação das antigas freguesias de Negreiros e Chavão e tem sede em Negreiros.

## Demografia
A população registada nos censos foi:
| Distribuição da População por Grupos Etários | Distribuição da População por Grupos Etários | Distribuição da População por Grupos Etários | Distribuição da População por Grupos Etários | Distribuição da População por Grupos Etários | Distribuição da População por Grupos Etários |
| -------------------------------------------- | -------------------------------------------- | -------------------------------------------- | -------------------------------------------- | -------------------------------------------- | -------------------------------------------- |
| Antes da agregação                           |                                              |                                              |                                              |                                              |                                              |
| Ano                                          | 0-14 anos                                    | 15-24 anos                                   | 25-64 anos                                   | >= 65 anos                                   | Total                                        |
| 2001                                         | 521                                          | 428                                          | 1275                                         | 233                                          | 2457                                         |
| 2011                                         | 462                                          | 281                                          | 1313                                         | 308                                          | 2364                                         |
| Após a agregação                             |                                              |                                              |                                              |                                              |                                              |
| Ano                                          | 0-14 anos                                    | 15-24 anos                                   | 25-64 anos                                   | >= 65 anos                                   | Total                                        |
| 2021                                         | 288                                          | 279                                          | 1192                                         | 444                                          | 2203                                         |